# Wedgefield, Florida
Wedgefield är en ort (CDP) i Orange County, i delstaten Florida, USA. Enligt United States Census Bureau har orten en folkmängd på 6 705 invånare (2010) och en landarea på 60,6 km².